# Kashihara
Kashihara (japanska: 橿原市?, Kashihara-shi) är en stad i Nara prefektur i Japan. Staden fick stadsrättigheter 1956.